# تنورين (حمص)
تنورين قرية في ناحية الناصرة التابعة لمنطقة تلكلخ في محافظة حمص.